# Le déjeuner sur l'herbe
Le déjeuner sur l'herbe is een olieverfschilderij van de Franse schilder Édouard Manet. Het werk is uit 1863 en hangt in het Musée d'Orsay in Parijs.

## Omstreden
Lang voordat Manet (1832-1883) beïnvloed werd door de impressionisten, was hij al een controversieel figuur in de Franse kunstwereld. Al eerder in 1859 werd De absintdrinker door de Parijse salon geweigerd. In 1862 was zijn vader overleden en door de ontvangen erfenis was hij niet langer afhankelijk van opdrachtgevers. Ook Le déjeuner sur l'herbe werd geweigerd, maar werd in 1864 wel getoond op de Salon des Refusés, waar Parijse galeries schilderijen en beeldhouwwerken tentoonstelden die niet toegelaten werden tot de officiële salon.

## Het werk
Het schilderij Le déjeuner sur l'herbe (Nederlands 'Middagmaaltijd op het gras') toont een picknick van twee eigentijds geklede mannen (een broer van Manet en zijn zwager Ferdinand Leenhoff), een naakte en een halfnaakte vrouw. Deze vrouwen zijn schildersmodellen Victorine Meurent en Alexandrine Meley, die later de echtgenote van Émile Zola werd. De stand van de drie figuren op de voorgrond is een overduidelijke verwijzing naar Het Oordeel van Paris van Rafaël, dat Manet kende in een kopie van de kopergraveur Marcantonio Raimondi, maar het is ook geïnspireerd door Pastoraal Concert van Titiaan.

## Trivia
- De Britse popband Bow Wow Wow, die begin jaren tachtig populair was in het Verenigd Koninkrijk, stond afgebeeld zoals op dit schilderij op de hoes van hun album The Last of the Mohicans uit 1982. De naakte Annabella zorgde voor de nodige ophef.
- Op de hoes van Thanks I'll Eat It Here, het enige soloalbum (uit 1979) van Lowell George, zijn Bob Dylan, Fidel Castro en Marlene Dietrich in haar rol van Der blaue Engel te zien met een open exemplaar van Howl ernaast.